# دريس فان أغت
دريس فان أغت (2 فبراير 1931 - 5 فبراير 2024)، هو سياسي هولندي، شغل منصب رئيس وزراء هولندا بين عامي 1977 و1982. كما شغل منصب وزير الخارجية بين 28 مايو 1982 و4 نوفمبر 1982 في نفس فترة توليه رئاسة الوزراء.

## روابط خارجية
- دريس فان أغت على موقع مونزينجر (الألمانية)
- دريس فان أغت على موقع إن إن دي بي (الإنجليزية)